# Scaricatore (elettrotecnica)
Lo scaricatore di sovratensioni, chiamato anche SPD (Surge Protection Device), è un dispositivo elettrico per la protezione dei circuiti o degli impianti elettrici dalle sovratensioni. 
Le sovratensioni possono essere di origine atmosferica (fulmini), a carattere impulsivo e con picchi di tensione elevatissimi, per contatto accidentale con linee aeree ad alta tensione o generate accidentalmente dal distributore di energia elettrica per manovre tecniche. A volte sono generate da manovre su carichi induttivi tipo accensione e spegnimento di motori o altri carichi di natura reattiva. Possono essere causa di danni alle apparecchiature e agli impianti elettrici di un'abitazione, di un'industria o di tante altre entità; possono anche essere causa di folgorazione per persone e animali. 
La protezione delle linee elettriche si ottiene con vari dispositivi di cui il più semplice è costituito da due corne poste ad una distanza calcolata, in base alla tensione di esercizio, l'una sulla linea da proteggere e l'altra a terra. In caso di superamento sostanziale dei limite la perforazione del dielettrico, (l'aria nella costruzione più elementare), scaricherà a terra l'energia. A seconda delle esigenze e del tipo di impianto da proteggere, esistono diverse classi di scaricatori.
Nella maggior parte dei circuiti elettrici ed elettronici vengono montati spesso dei varistori in grado di mettere a terra il circuito durante il picco di tensione.
Il dispositivo è progettato in modo tale che, in caso di una sovratensione, la corrente elettrica che si sviluppa venga dirottata verso un circuito preferenziale separato rispetto all'impianto da proteggere e scaricata a terra.

## Classificazione
A seconda del loro funzionamento gli SPD si distinguono in:
- SPD a commutazione, come spinterometri o diodi controllati, che nel momento in cui la tensione supera una soglia limite, riducono istantaneamente la loro impedenza e quindi la sovratensione ai loro capi.
- SPD a limitazione, come diodi Zener o varistori, che presentano un'impedenza gradualmente decrescente all'aumentare della tensione ai capi.
- SPD combinati, che comprendono i due tipi precedenti collegati in serie o in parallelo.

## Normativa
La predisposizione e l'utilizzo degli SPD è regolato dalle norme CEI 64-8 che sono state integrate con la variante V 5.
In Italia sono in vigore le norme CEI 81-10 (2006-04) per quanto riguarda l'utilizzo degli scaricatori e la norma CENELEC HD 60364-5.534(2007-02) per quanto riguarda le caratteristiche dei i dispositivi di protezione contro le sovratensioni.